# .tm
.tm e интернет домейн от първо ниво за Туркменистан. Администрира се от интернет компютърно бюро. Представен е през 1997 г.
Предлага се на пазара като домейн за фирми с търговски марки, поради общоприетото използване на tm в този контекст.